# Логомахія
Логомахія (від грец. Λόγος — слово і μάχη — бій, битва; англ. Logomachy) — суперечка про слова, коли в процесі дискусії учасники не можуть прийти до єдиної точки зору через те, що не уточнили початкові поняття.
Логомахія — методологічна стратегія філософії постмодернізму, фундована радикальною відмовою від логоцентризму і орієнтована на десакралізуюче переосмислення феномену логосу в ігровому контексті. Загальна парадигмальна установка постмодерністської філософії на тотальну логотомію може бути функціонально диференційована на власне «висічення логосу», зрозуміле як змістовний процес, і «дезавуювання логосу» — як процес аксіологічний. Останнє і реалізує себе в контексті запропонованої Дерріда стратегії Л., заснованої на ігровому відношенні до логосу, розмиває самі основи класичного європейського раціоналізму. На зміну традиційній «несуперечливій логіці філософів» постмодернізм, за оцінкою Дерріда, висуває принципово ігрову квазі-логічну систему відліку, в рамках якої те, що в класичній традиції сприймалося як «міцний і стійкий логос», насправді носить принципово алогічний характер, «приховує гру» в самих своїх основах. У смисловому горизонті концепції «занепаду метанарацій» (Ліотар) дискурс легітимації, що задає феномен лінгвістичної норми, змінюється дискурсивним плюралізмом, що відкриває можливості для конституювання релятивних і варіативних мовних стратегій, — базова для постмодернізму ідея пародії « фундована фінальною дискредитацією самого поняття „лінгвістична норма“» (Джеймісон). Таким чином, програма Л. змушує філософію в цілому, переосмислити феномени логосу, істини, раціональності і мови в ігровому ключі:
- постмодернізм конституює ігрову стратегію дискурсивних практик;
- надає універсальний і базисний статус мовним іграм, фактично постулює їх як єдину і вичерпну форму мовного процесу ;
- формулює ідею «ігор істини» («що змушує нас думати, що істина існує? Назвемо філософією ту форму думки, яка намагається не так розпізнати, де істина, а де брехня, скільки осягнути, що змушує нас вважати, ніби істина і брехня існують і можуть існувати» — у Фуко)[2]